# Sefer tzahout
Le Kitāb faṣīḥ lughat al-ʿibrāniyyīn (arabe : كتب اللغة , hébreu : ספר צחות הלשון העברים Sefer ẓaḥout halachon ha'Ivrim « Livre de l'Élégance de la Langue des Hébreux ») est un recueil de douze livres de grammaire hébraïque (appelés chacun « livre de la langue ») rédigés par Saadia Gaon. Il s'agit de la première présentation systématique du genre, conférant à son auteur le titre de « premier grammairien (hébraïque) ».
Les livres de la langue ont été rédigés par Saadia alors qu'il est alouf à l'académie de Poumbedita afin d'enseigner à ses étudiants (arabophones pour la plupart) les principes d'hébreu biblique. Il explique dans le Sefer hagalouï avoir voulu y « expliquer l'irab (inflexion grammaticale) ». Saadia y enseigne notamment que les verbes se conjuguent à partir de la forme infinitive (et non, comme le disent les Karaïtes, à partir de l'impératif).
Ce travail, le plus ancien traité de grammaire hébraïque, était connu par les multiples citations qu'en fait Saadia dans son commentaire au Sefer Yetzira et les nombreuses critiques de Dounash ben Labrat. Il a été édité en 1997 sur base de manuscrits originaux (conservés pour la plupart dans la Gueniza du Caire) et des recherches du professeur Aron Dotan.